# پری‌شاهرخ نوک‌باریک
پری‌شاهرخ نوک‌باریک (نام علمی: Oriolus tenuirostris) نام یک گونه از سرده پری‌شاهرخ است.